# 21. slavonska udarna brigada NOVJ-a
21. slavonska udarna brigada NOVJ-a formirana je 17. svibnja 1943. u selu Slatinski Drenovac od boraca Četvrtog bataljuna Dvanaeste slavonske brigade, po jedne čete iz Šesnaeste, Sedamnaeste i Osamnaeste slavonske brigade i po 80 boraca iz Prvog slavonskog i Drugog slavonskog NOP odreda. U svom sastavu imala je tri bataljuna sa oko 500 boraca. Ušla je u sastav 10. slavonske divizije. Naredbom Glavnog štaba NOV i PO Hrvatske od 3. prosinca 1943. dobila je naziv udarna.
Odlikovana je Ordenom bratstva i jedinstva. 

## Ratni put
Od 28. svibnja do 2. lipnja u sastavu 10. slavonske divizije sudjelovala je u likvidaciji neprijateljskih utvrđenja u Požeškoj kotlini, 4. lipnja zauzela Donju Motičinu, 13. lipnja osiguravala napad 17. brigade na Sirač i odbila intervenciju domobrana iz Pakraca, 22. lipnja u području Nježića odbila napad njemačke kolone iz Slavonske Požege. Od 9. 20. srpnja vodila je oštre borbe protiv jakih njemačkih, ustaških i domobranskih snaga, koje su prodrle na slobodni teritorij Psunja, Papuka i Požeške kotline. Brigada je vještim manevrima izbjegla okruženje i uništenje. Sa 17. brigadom istakla se u napadu na njemačke policijske snage u Drenju, Drenjskom Slatniku, Mandićevcu i Pridvorju kod Đakova 26. kolovoza, i u zarobljavanju 163 domobrana u Hercegovcu 12. rujna. Dana 14. rujna u selu Ivanskoj kraj Bjelovara uništila je oružničku posadu a njihovu vojarnu porušila. Zatim je djelovala u Podravini i Hrvatskom zagorju; 7. studenog 1943. sa Kalničkim NOP odredom poslije 20-satne borbe zauzela je Koprivnicu, zarobila 456 domobrana i zaplijenila veću količinu oružja i drugog ratnog materijala. Početkom prosinca 1943. u sastavu 28. divizije  prebacila se u Turopolje i Pokuplje, gdje je djelovala na prugi Zagreb – Sisak; 19. prosinca sudjelovala je u zauzimanju zračne luke Kurilovec kraj Velike Gorice. Krajem prosinca prebacila se preko Save u Moslavinu i zatim u Slavoniju. Tijekom siječnja i veljače 1944. djelovala je oko Slavonske Požege. Kod sela Klisa i Krivaje, blizu Daruvara, napala je 19. ožujka njemačku kolonu i uništila 1 tenk, 4 kamiona i 2 motocikla, a zatim sudjelovala u borbama za oslobođenje Podarvske Slatine 4. – 5. travnja; zauzela je Feričance 22. travnja, a od 26. travnja do 4. svibnja u sastavu 28. divizije vodila teške borbe protiv Nijemaca, domobrana i ustaša na Papuku i Ravnoj gori. U svibnju je ponovno djelovala u Moslavini i vodila borbe kod Hercegovca, Narte i Velikog Trojstva; 14. lipnja je zauzela Veliki Grđevac, a krajem lipnja i početkom srpnja vodila borbe u Podravini. Noću 23./24. srpnja 1944. prebacila se kod sela Davora preko Save na planinu Motajicu, gdje je zamijenila Jedanaestu diviziju NOVJ-a, koja je upućena u Srbiju. Samostalno je vodila borbe protiv četnika do 14. rujna kad se s ostalim postrojbama 28. divizije prebacila preko Majevice prvo u područje Zvornika, a 6./7. listopada preko Drine u Srbiju. Sudjelovala je u listopadu u borbama za oslobođenje Beograda. Krajem studenog ponovno se prebacila na lijevu obalu Drine i do sredine travnja 1945. djelovala u području Bijeljine, Janje i Tuzle. Zatim, do kraja rata sudjelovala je u borbama za oslobođenje Doboja, u čišćenju četnika na Motajici i završnim operacijama JA kroz Bosansku Gradišku, Bosansku Kostajnicu, Petrinju i prema Zagrebu.